# 龙街镇 (永平县)
龙街镇，是中华人民共和国云南省大理白族自治州永平县下辖的一个乡镇级行政单位。

## 行政区划
龙街镇下辖以下地区：
龙街村、古富村、普渡村、上村、邑俚村、贵口村、田心村、桂新村、青禾早村、安吉村和羊街村。